# St.-Johannes-Kirche (Uelleben)

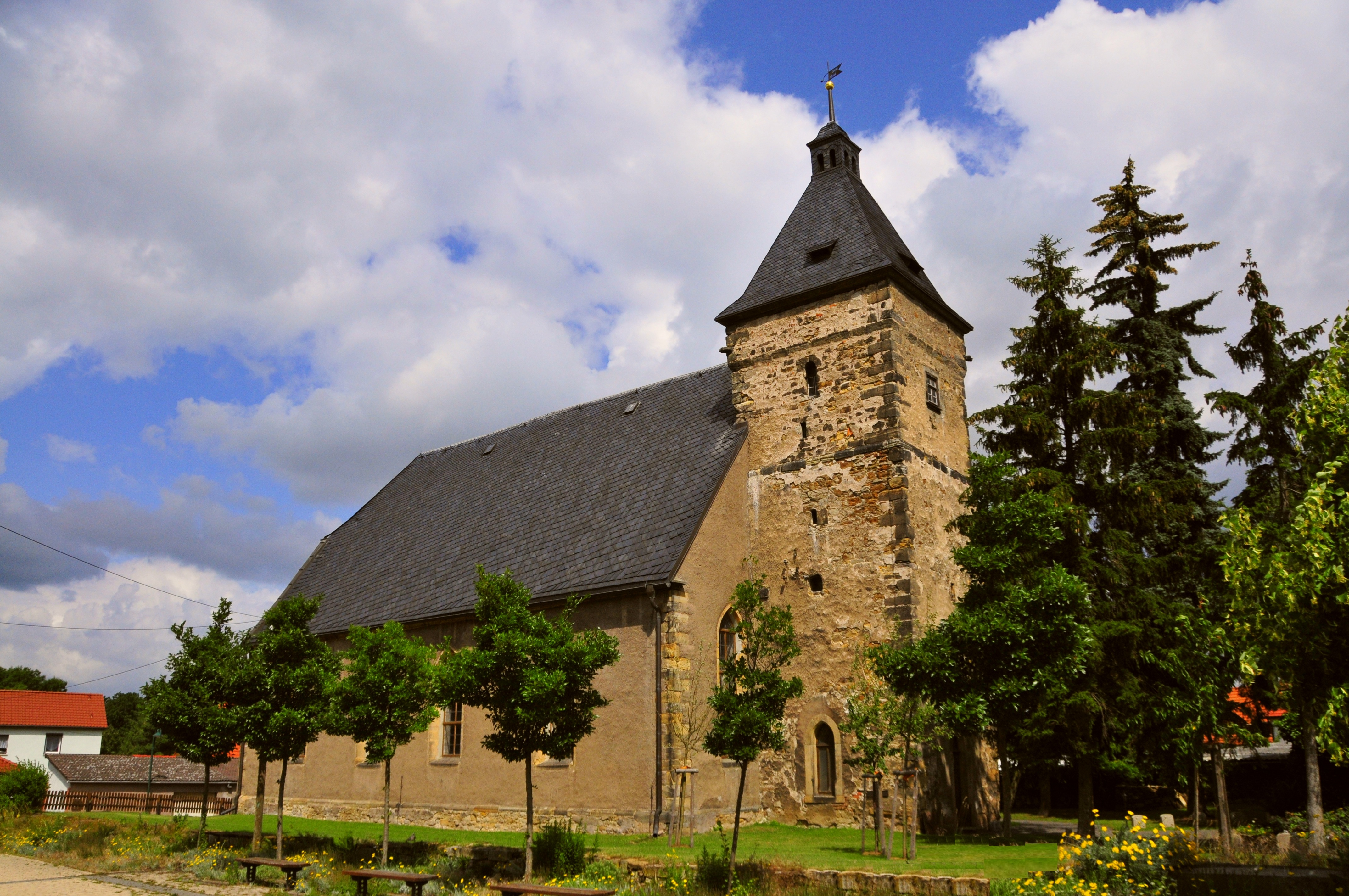
Kirche St. Johannes

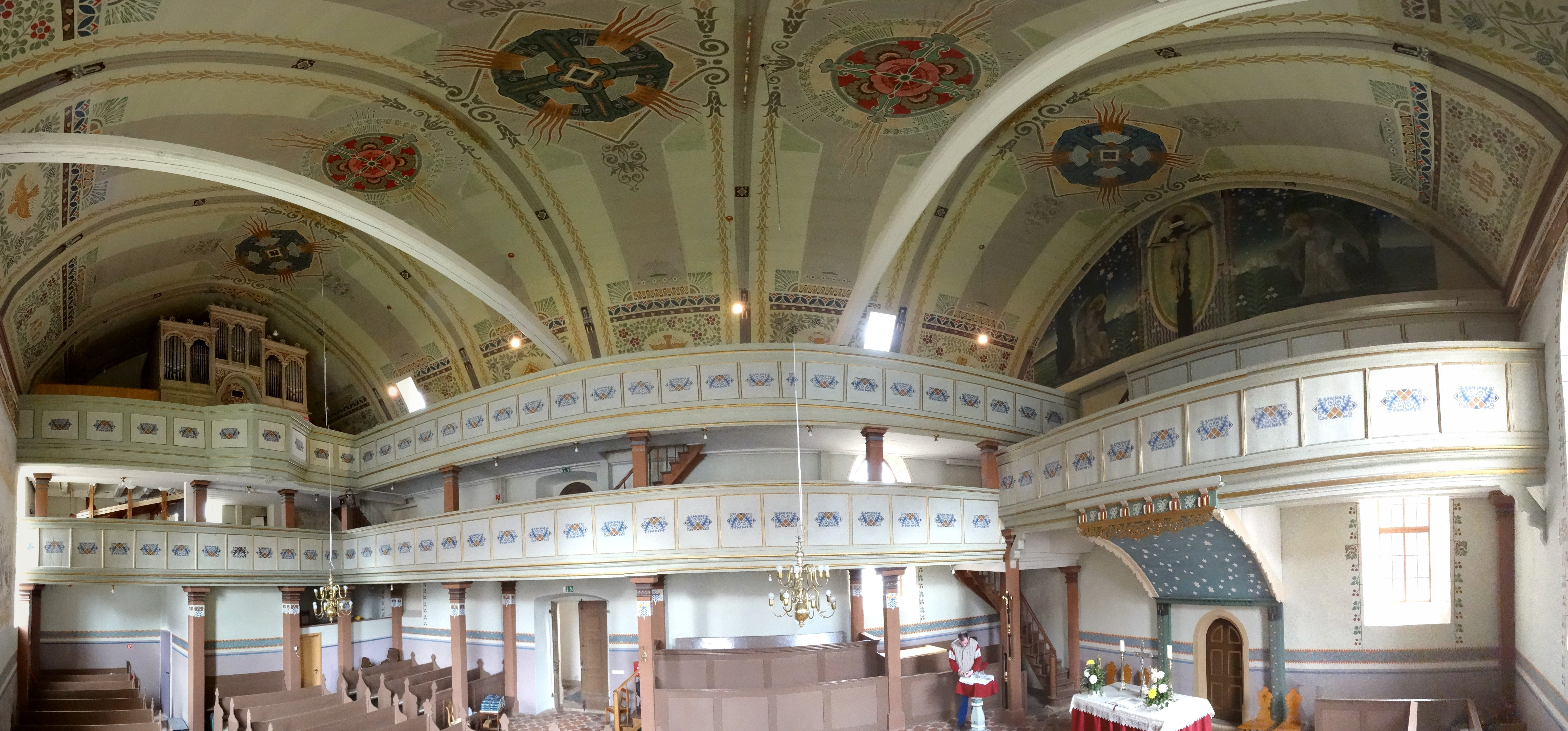
Innenraum-Panorama St. Johannes

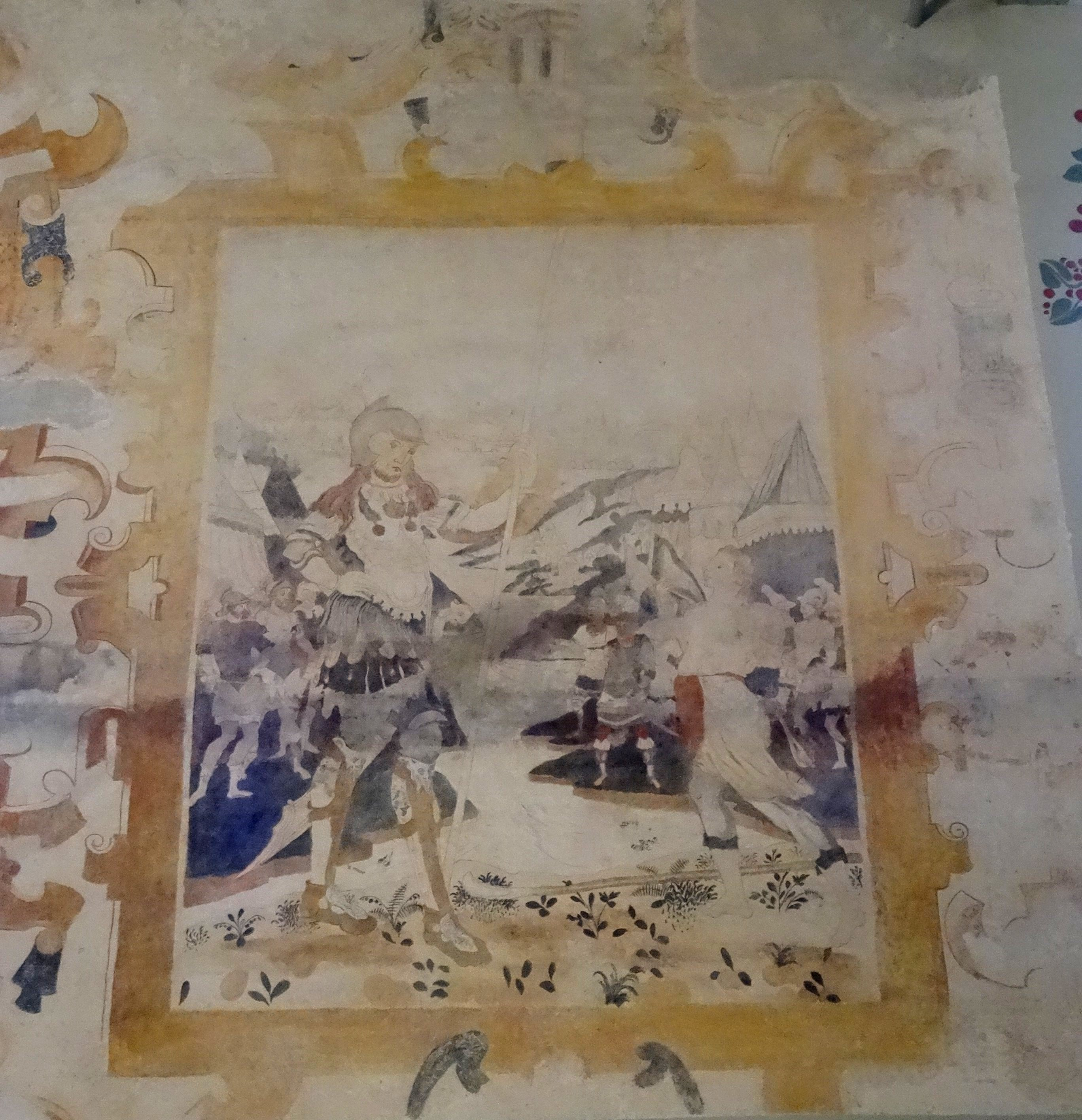
David und Goliath aus der ursprünglichen Ausmalung

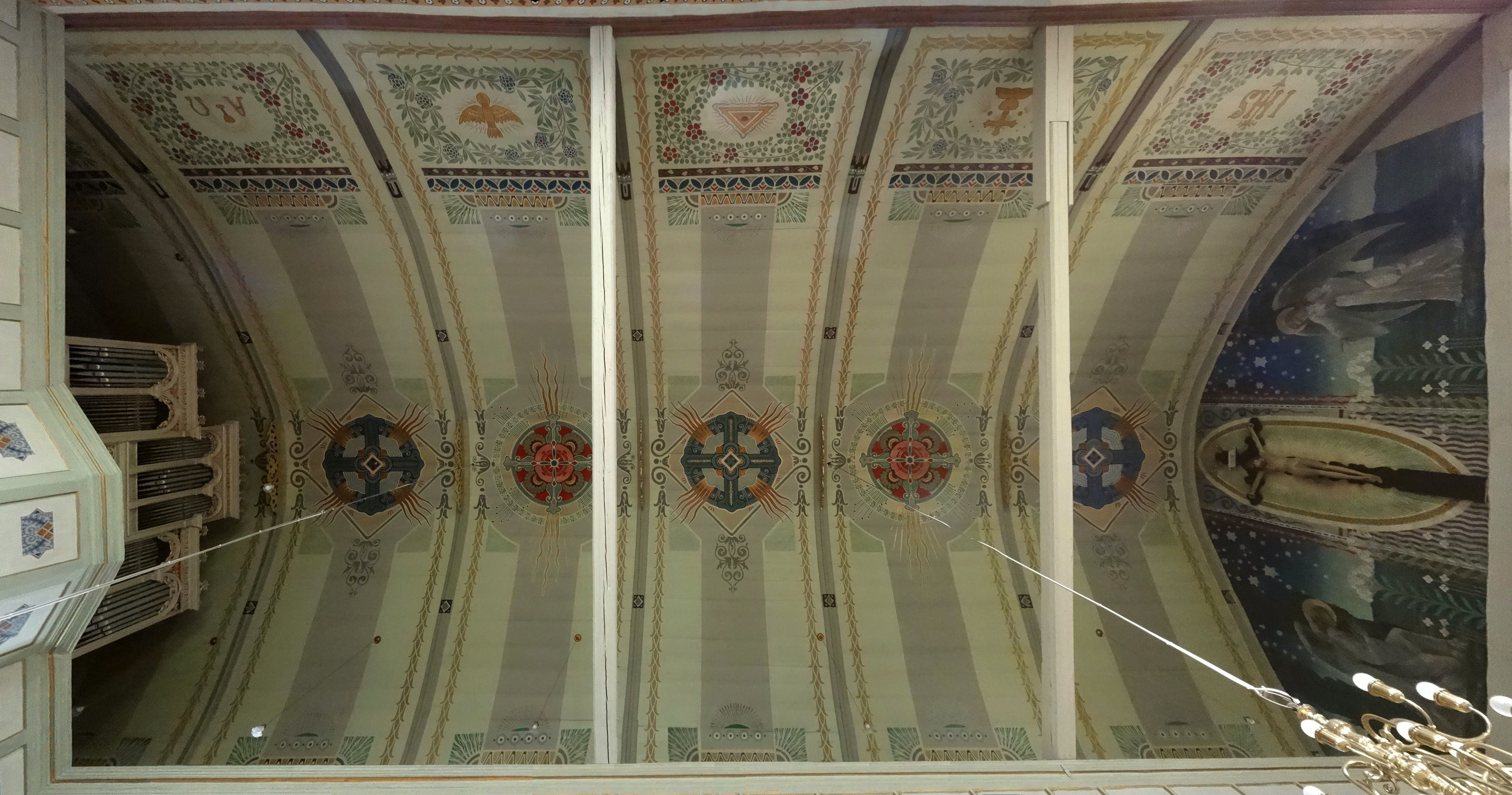
Deckenausmalung von 1911

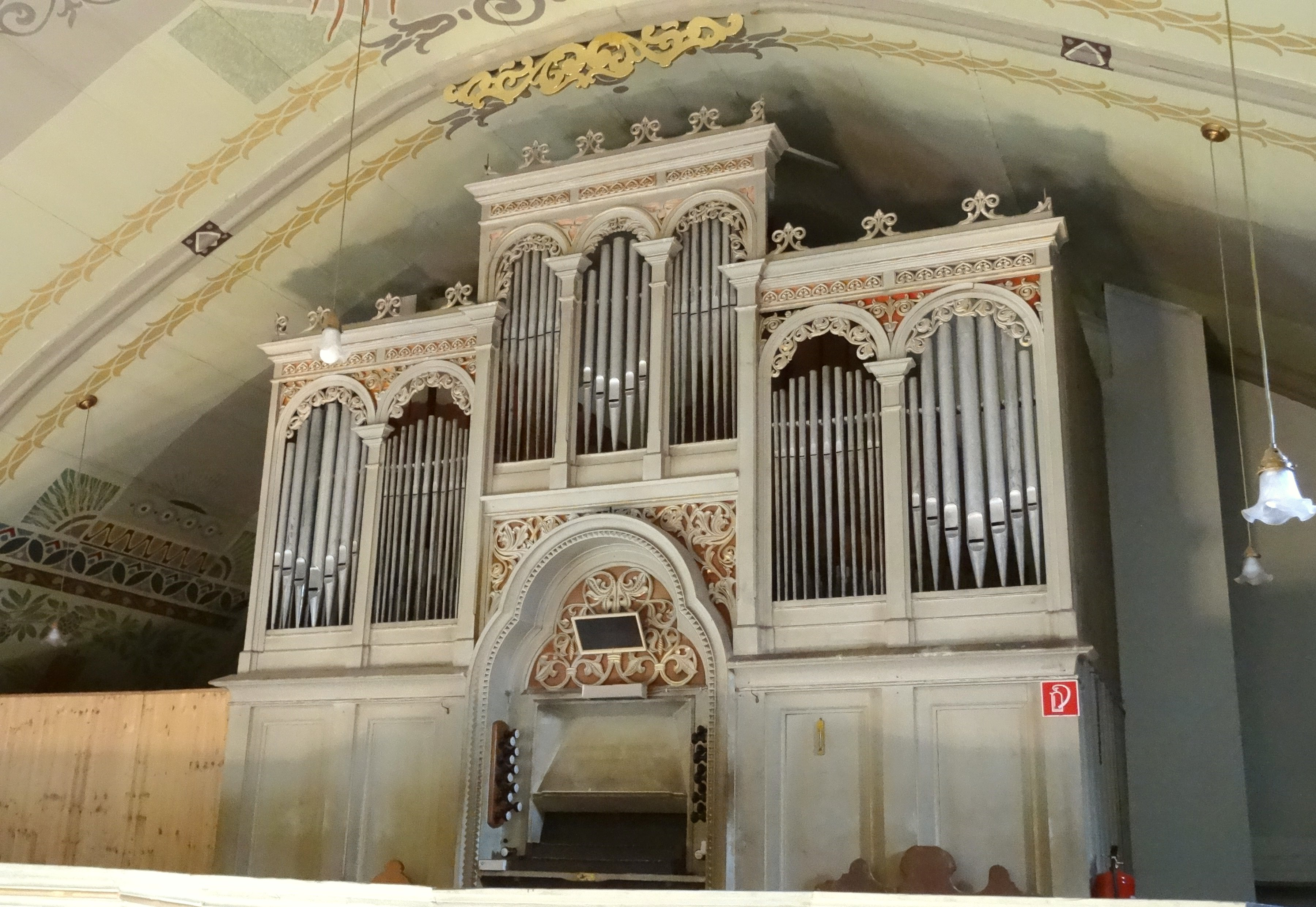
Die Knauf-Orgel von 1848

Die St.-Johannes-Kirche ist eine evangelisch-lutherische Gemeindekirche in Uelleben, einem Stadtteil von Gotha in Thüringen.
Sie wurde im 17. Jahrhundert errichtet, gehört zur Superintendentur Gotha und befindet sich in der Ortsmitte.

## Baugeschichte
Die schlichte Dorfkirche entstand um 1640 unter Einbeziehung des Kirchturms aus dem 14. Jahrhundert (als Chorturm). Dieser Turm (Grundfläche 4,2 × 3,7 m) hatte über der Glockenstube einen Umgang, er konnte somit bei Bedarf auch als Warte genutzt werden. Einige Original-Wasserspeier des Turmes sind in Resten erkennbar. Das Kirchengebäude wurde unter Verwendung des Seeberger Sandsteins errichtet, die zugehörigen Brüche liegen kaum vier Kilometer in östlicher Richtung entfernt. Turm und Kirchenschiff wurden zum Schutz vor Witterungseinflüssen verputzt und getüncht.
An der Nordwand wurden im Kirchenschiff Emporen angebaut. Die Kanzel wurde im 18. Jahrhundert vor der Südmauer errichtet. Ein kleiner Gemeindesaal wurde 1985 als Erweiterungsbau an das Kirchenschiff angefügt. Bei der letzten Kirchenrestaurierung 2008 wurde, unter älteren Farbschichten verborgen, ein Wandgemälde aus der Erbauungszeit des Kirchenschiffs entdeckt. Ein unbekannter Künstler hatte eindrucksvolle Szenen aus dem Alten Testament geschaffen – darunter eine Darstellung von David und Goliath. Der Riese wurde in Landsknechtmontur aus der Zeit des Dreißigjährigen Krieges gewandet dargestellt, sein Kontrahent hält neben der Schleuder eine Harfe in Händen.
Die künstlerische Ausgestaltung des Raumes und die Deckenausmalungen des hölzernen Tonnengewölbes wurden 1911 im Jugendstil angefertigt.

## Beschreibung
Das Langhaus besitzt eine Größe von 21,2 × 11,0 m, es hat ein Walmdach aus dem 17. Jahrhundert. Als Dacheindeckung dient der traditionelle und witterungsbeständige Thüringer Schiefer.
Das um 1900 installierte Geläut bestand aus drei Glocken, die 1759 in Gotha, 1793 in Mühlhausen und 1855 (in Apolda?) gegossen worden waren. Diese Bronzeglocken wurden im Ersten Weltkrieg eingeschmolzen und 1922 durch 3 Stahlglocken von der Firma Schilling/Apolda ersetzt. Sie tragen drei Inschriften:
1. In drangsalvoller Zeit
2. Dem Herrn geweiht
3. Uns zur Seligkeit

Zum Inventar gehörte damals auch eine künstlerisch hochwertige Taufschüssel aus dem süddeutschen Raum. Die Orgel entstand im Jahr 1848 in der Werkstatt von Friedrich Knauf. Sie sollte in den 2010er Jahren saniert werden, was jedoch wegen fehlender Finanzierung nur zum Teil erfolgte.
Neben dem Seiteneingang steht eine Gedenktafel, die an die standrechtliche Erschießung des Bürgers Johann Hohner am 3. April 1945 erinnert, nachdem er angesichts der anrückenden US-Armee „gemeinsam mit Franz Börner, August Hohmann, Alfred Heusinger und Karl Faupel zur Rettung Uellebens die weiße Fahne auf dem Kirchturm hisste“.

## In der Umgebung des Gotteshauses
Vor der Turmseite der Kirche befindet sich ein teilweise von Efeu überwuchertes Kriegerdenkmal mit Dank an die Gefallenen des Ersten Weltkriegs aus dem Ort. Für jeden der 23 Toten steht im Halbkreis um das Denkmal ein symbolischer Grabstein. Eine Metalltafel neben dem Denkmal enthält Namen von etwa 50 Einwohnern des Ortes, die im Zweiten Weltkrieg als Soldaten gefallen sind oder als vermisst gelten.
Der Friedhof bei der Kirche wurde aufgegeben, der aktuelle liegt in der Nähe der Straße Obertor (Lage) und besitzt eine Gesamtfläche von circa 3.700 m².